# 죽림서원 (충남)
죽림서원(竹林書院)은 대한민국 충청남도 논산시 강경읍 황산리에 있는, 율곡 이이·우계 성혼·사계 김장생·정암 조광조·퇴계 이황·우암 송시열 등의 선현에게 제사를 지내고 후학을 교육하기 위해 세운 서원이다. 1984년 5월 17일 충청남도의 문화재자료 제75호로 지정되었다.

## 개요
율곡 이이·우계 성혼·사계 김장생·정암 조광조·퇴계 이황·우암 송시열 등의 선현에게 제사를 지내고 후학을 교육하기 위해 세운 서원이다.
이이(1536∼1584)는 강릉 오죽헌에서 태어났다. 어려서부터 어머니인 신사임당으로부터 학문을 배웠으며 아홉 번의 과거에 모두 장원급제하였다. 그는 이황과 더불어 조선 성리학을 대표하는 학자로, 원리를 중시한 이황에 맞대어 경험을 중시했다.
성혼(1535∼1598)은 과거에 응시하지 않고 학문에만 전념하였다. 젊어서부터 이이와 학문을 교류하였으며 많은 벼슬자리에 추대되었으나 거절하다가 이이의 권유로 관직생활을 시작했다.
이 서원은 이이와 성혼을 기리기 위해 인조 4년(1626)에 황산서원이라 하여 세웠다. 후에 김장생을 추가하였으며 현종 6년(1665)에 임금으로부터 ‘죽림’이라는 이름을 받아 사액서원이 되었고 조광조·이황·송시열의 위패를 추가했다. 그 뒤 흥선대원군의 서원철폐령으로 철거되었다. 1946년에 제단을 만들어 제사를 지내오다가 1965년 사우를 다시 세웠다.
서원의 건물은 출입구인 홍살문과 외삼문을 통하면 동재, 서재, 내삼문, 사우가 있다.
사우의 오른쪽에는 죽림서원의 중건비와 황산서원의 지비를 세워 놓았다. 사우는 앞면 3칸·옆면 1칸 규모이며, 지붕은 옆면에서 볼 때 사람 인(人)자 모양인 맞배지붕으로 꾸몄다.
문묘에 모시고 있는 선현들만 모신 서원으로, 음력 3월 15일과 9월 15일에 제사를 지내고 있다.

## 같이 보기
- 이이
- 성혼
- 김장생
- 조광조
- 이황
- 송시열

## 참고 문헌
- 죽림서원 - 국가유산청 국가유산포털